# Barry Barto
Barry Barto (Filadelfia, 1º luglio 1950) è un allenatore di calcio ed ex calciatore statunitense, di ruolo centrocampista.

## Carriera

### Calciatore

#### Club
Formatosi calcisticamente nella rappresentativa calcistica della Thomas Jefferson University di Filadelfia, nel 1972 viene selezionato come secondo rookie dai canadesi del Montréal Olympique; con l'Olympique non supera la fase a gironi della North American Soccer League 1972.
Nella stagione 1973 passa agli esordienti dei Philadelphia Atoms, con cui si aggiudica il torneo, battendo in finale i texani del Dallas Tornado. Le seguenti stagioni si riveleranno per Barto e gli Atoms, non riuscendo mai ad accedere alla fase finale del torneo.
Nella stagione 1977 passa ai Ft. Lauderdale Strikers, con cui giunge i quarti di finali del torneo.

#### Nazionale
Ha giocato sedici incontri nella nazionale di calcio degli Stati Uniti d'America, divenendone capitano tra il 1974 ed il 1975.

### Allenatore
Lasciato il calcio giocato, torna alla Thomas Jefferson University, guidandone la selezione calcistica e venendo inserito nel famedio dell'istituto nel 1984.
Dal 1982 al 2005 fu l'allenatore della selezione dell'università del Nevada a Las Vegas.

## Statistiche

### Cronologia presenze e reti in Nazionale
| Cronologia completa delle presenze e delle reti in nazionale ― Stati Uniti | Cronologia completa delle presenze e delle reti in nazionale ― Stati Uniti | Cronologia completa delle presenze e delle reti in nazionale ― Stati Uniti | Cronologia completa delle presenze e delle reti in nazionale ― Stati Uniti | Cronologia completa delle presenze e delle reti in nazionale ― Stati Uniti | Cronologia completa delle presenze e delle reti in nazionale ― Stati Uniti | Cronologia completa delle presenze e delle reti in nazionale ― Stati Uniti | Cronologia completa delle presenze e delle reti in nazionale ― Stati Uniti |
| Data                                                                       | Città                                                                      | In casa                                                                    | Risultato                                                                  | Ospiti                                                                     | Competizione                                                               | Reti                                                                       | Note                                                                       |
| -------------------------------------------------------------------------- | -------------------------------------------------------------------------- | -------------------------------------------------------------------------- | -------------------------------------------------------------------------- | -------------------------------------------------------------------------- | -------------------------------------------------------------------------- | -------------------------------------------------------------------------- | -------------------------------------------------------------------------- |
| 20-08-1972                                                                 | Saint John's                                                               | Canada                                                                     | 3 – 2                                                                      | Stati Uniti                                                                | Qual. Mondiali 1974                                                        | -                                                                          |                                                                            |
| 29-08-1972                                                                 | Baltimora                                                                  | Stati Uniti                                                                | 2 – 2                                                                      | Canada                                                                     | Qual. Mondiali 1974                                                        | -                                                                          | Uscita                                                                     |
| 03-09-1972                                                                 | Città del Messico                                                          | Messico                                                                    | 3 – 1                                                                      | Stati Uniti                                                                | Qual. Mondiali 1974                                                        | -                                                                          |                                                                            |
| 10-09-1972                                                                 | Los Angeles                                                                | Stati Uniti                                                                | 1 – 2                                                                      | Messico                                                                    | Qual. Mondiali 1974                                                        | -                                                                          |                                                                            |
| 17-03-1973                                                                 | Hamilton                                                                   | Bermuda                                                                    | 4 – 0                                                                      | Stati Uniti                                                                | Amichevole                                                                 | -                                                                          | Ingresso                                                                   |
| 20-03-1973                                                                 | Łódź                                                                       | Polonia                                                                    | 4 – 0                                                                      | Stati Uniti                                                                | Amichevole                                                                 | -                                                                          |                                                                            |
| 12-08-1973                                                                 | New Britain                                                                | Stati Uniti                                                                | 1 – 0                                                                      | Polonia                                                                    | Amichevole                                                                 | -                                                                          |                                                                            |
| 09-09-1973                                                                 | Hartford                                                                   | Stati Uniti                                                                | 1 – 0                                                                      | Bermuda                                                                    | Amichevole                                                                 | -                                                                          | 46’                                                                        |
| 16-10-1973                                                                 | Città del Messico                                                          | Messico                                                                    | 2 – 0                                                                      | Stati Uniti                                                                | Amichevole                                                                 | -                                                                          |                                                                            |
| 3-11-1973                                                                  | Port-au-Prince                                                             | Haiti                                                                      | 1 – 0                                                                      | Stati Uniti                                                                | Amichevole                                                                 | -                                                                          | Uscita                                                                     |
| 5-11-1973                                                                  | Port-au-Prince                                                             | Haiti                                                                      | 1 – 0                                                                      | Stati Uniti                                                                | Amichevole                                                                 | -                                                                          |                                                                            |
| 13-11-1973                                                                 | Giaffa                                                                     | Israele                                                                    | 3 – 1                                                                      | Stati Uniti                                                                | Amichevole                                                                 | -                                                                          |                                                                            |
| 15-11-1973                                                                 | Be'er Sheva                                                                | Israele                                                                    | 2 – 0                                                                      | Stati Uniti                                                                | Amichevole                                                                 | -                                                                          |                                                                            |
| 05-09-1974                                                                 | Monterrey                                                                  | Messico                                                                    | 3 – 1                                                                      | Stati Uniti                                                                | Amichevole                                                                 | -                                                                          |                                                                            |
| 08-09-1974                                                                 | Dallas                                                                     | Stati Uniti                                                                | 0 – 1                                                                      | Messico                                                                    | Amichevole                                                                 | -                                                                          | Uscita                                                                     |
| 26-03-1975                                                                 | Poznań                                                                     | Polonia                                                                    | 7 – 0                                                                      | Stati Uniti                                                                | Amichevole                                                                 | -                                                                          |                                                                            |
| Totale                                                                     |                                                                            | Presenze                                                                   | 16                                                                         |                                                                            | Reti                                                                       | 0                                                                          |                                                                            |

## Palmarès

### Competizioni nazionali
- North American Soccer League: 1

Philadelphia Atoms: 1973